# Dalmau IV de Rocabertí

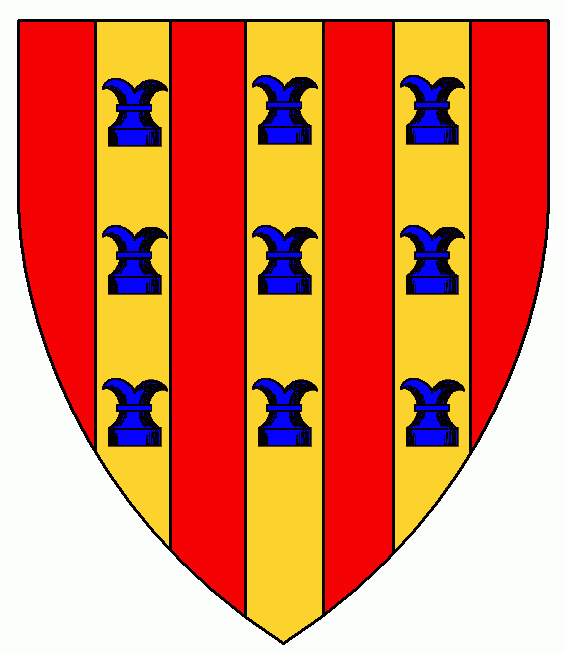
Armes dels Rocabertí

Dalmau (IV) de Rocabertí fou vescomte de Rocabertí entre 1166 i 1181.
Morí a Occitània, lluitant pel seu rei, Alfons el Cast.

## Núpcies i descendents
Es casà amb Arnaua de Castellet. Foren fills seus:
- Jofre (II) de Rocabertí, hereu del vescomtat
- Ramon de Rocabertí, arquebisbe de Tarragona (probablement)